# Twin Butte
Twin Butte est un hameau (hamlet) de Pincher Creek No 9, situé dans la province canadienne d'Alberta.

## Démographie
En tant que localité désignée dans le recensement de 2011, Twin Butte a une population de 10 habitants dans 6 de ses 7 logements, soit une variation de 0.0% par rapport à la population de 2006. Avec une superficie de 0,157 0 km2, le hameau possède une densité de population de 63,694 3 hab/km2 en 2011.
Concernant le recensement de 2006, Twin Butte abritait 10 habitants dans 5 de ses 6 logements. Avec une superficie de 0,157 0 km2, le hameau possédait une densité de population de 63,7 hab/km2 en 2006.